# Сунси
Сунси́ (кит. упр. 松溪, пиньинь Sōngxī) — уезд городского округа Наньпин провинции Фуцзянь (КНР).

## История
В эпоху Троецарствия, когда эти земли входили в состав царства У, в 260 году был создан уезд Дунпин (东平县). В эпоху Южных и Северных династий он был присоединён к уезду Цзяньань.
В эпоху Пяти династий и дестия царств, когда эти земли находились в составе государства Южная Тан, был создан уезд Сунъюань (松源县). После объединения китайских земель в империю Сун уезд был в 975 году переименован в Сунси.
После образования КНР в 1949 году был создан Специальный район Цзяньоу (建瓯专区), и уезд вошёл в его состав. В сентябре 1950 года Специальный район Цзяньоу был переименован в Специальный район Цзяньян (建阳专区). В 1956 году Специальный район Цзяньян был присоединён к Специальному району Наньпин (南平专区). 
В феврале 1960 года уезд был передан в состав Специального района Фуань (福安专区), где был объединён с уездом Чжэнхэ в уезд Сунчжэн (松政县). В августе 1962 года уезд Сунчжэн был вновь разделён на уезды Сунси и Чжэнхэ.
В июле 1970 года уезд был возвращён в состав Специального района Наньпин и опять объединён с уездом Чжэнхэ в уезд Сунчжэн.
В 1971 году Специальный район Наньпин был переименован в Округ Цзяньян (建阳地区). 
В марте 1975 года уезд Сунчжэн был вновь разделён на уезды Сунси и Чжэнхэ.
Постановлением Госсовета КНР от 24 октября 1988 года власти округа были переведены из уезда Цзяньян в городской уезд Наньпин, и Округ Цзяньян был переименован в Округ Наньпин (南平地区).
Постановлением Госсовета КНР от сентября 1994 года округ Наньпин был преобразован в городской округ.

## Административное деление
Уезд делится на 1 уличный комитет, 2 посёлка и 6 волостей.